# Orange City (Florida)
Orange City város az USA Florida államában, Volusia megyében. Lakosainak száma 12 632 fő (2020. április 1.).

## Története
A város 1882-ben alapították. Nevét onnan kapta, hogy több ezer narancsfa terem a város körüli kertekben, azonban ezek a narancsfák 12 évvel később elpusztultak egy óriási hóesés miatt (Great Freeze, ami egész Florida államban hatalmas pusztítást okozott.)

## Népesség
A település népességének változása:
| Lakosok száma | 365  | 10 599 | 12 632 |
|               | 1900 | 2010   | 2020   |